# Isoscelipteron pectinatum
Isoscelipteron pectinatum is een insect uit de familie Berothidae, die tot de orde netvleugeligen (Neuroptera) behoort. De soort komt voor in China.